# Supercell (společnost)
Supercell je herní studio vytvářející mobilní hry a tabletové hry, založené v lednu roku 2010 ve finských Helsinkách. Herním debutem společnosti byla v roce 2011 Gunshine.net. Kromě této hry vytvořilo studio ještě dalších sedm, a to Hay Day, Clash of Clans, Boom Beach, Clash Royale, Brawl Stars, Squad Busters a Rush Wars (které bylo 30. listopadu 2019 ukončeno), z nichž všechny fungují na principu freemium a free-to-play a zaznamenaly značný úspěch (první dvě z nich vydělávaly roku 2013 2,5 mil. dolarů denně).
V roce 2011 do Supercell investovala částkou 12 mil. dolarů společnost Accel Partners. V roce 2013 bylo ohlášeno, že japonská firma GungHo Online Entertainment a její mateřská společnost SoftBank získaly 51 % akcií Supercell za sumu 2,1 mld. dolarů. V lednu 2015 odkoupila SoftBank dalších 22,7 % společnosti a stala se s 73,2 % akcií jediným externím akcionářem. V roce 2016 byly hlášeny tržby 2,11 mld. euro. Od roku 2012 tak vzrostly tržby o 800 % z původních 78,4 mil. Vzhledem k prudkému růstu společnosti byly otevřeny kanceláře v Tokiu, Šanghaji, San Franciscu a Soulu. V roce 2016 koupil většinový podíl (81,4 %) ve společnosti čínský konglomerát Tencent.

## Hry
| Název                                            | Rok                         | Popis |
| ------------------------------------------------ | --------------------------- | --- |
| Gunshine.net (později známé jako Zombies Online) | 2011                        | První a jediná hra, kterou Supercell vyvinul pro jiná, než mobilní zařízení. Dala se hrát v prohlížeči a byla zveřejněna v roce 2011, ale její servery byly vypnuty už 30. listopadu 2012. |
| Pets vs Orcs                                     | 2012                        | Pets vs Orcs byla první mobilní hra. Dala se stáhnout jen přibližně měsíc v roce 2012. |
| Battle Buddies                                   | 2012                        | Druhá mobilní hra byla nejprve spuštěna jen v některých státech v roce 2012, ale ještě ten samý rok byla ukončena. Důvodem byly horší možnosti zpeněžení, ale hra si stihla nasbírat řadu pozitivních kritických hodnocení. |
| Hay Day                                          | 2012 (iOS) a 2013 (Android) | 21. června 2012 Supercell zveřejnil hru Hay Day na iOS a 20. listopadu 2013 na Android. |
| Clash of Clans                                   | 2012 (iOS) a 2013 (Android) | 2. srpna 2012 Supercell celosvětově zveřejnil Clash of Clans na iOS a 7. října 2013 pak na Android. Cílem hry je stavět svou základnu a snažit se zbořit základny ostatních za pomoci jednotek, které si hráč musí vycvičit. Hra zaujala a stala se nejvýdělečnější všech dob na App Store i Google Play. Hodnocení kritiků jsou také přívětivá, Pocket Gamer hře udělil skóre 9/10 a 4.5/5 dostala hra od Gamezebo.                |
| Boom Beach                                       | 2014                        | 26. března 2014 Supercell zveřejnil hru Boom Beach na iOS a Android. |
| Spooky Pop                                       | 2014                        | Spooky Pop se řadí k dalším hrám, které se Supercell rozhodl ukončit po pár měsících. Hra byla původně spuštěna jen v Kanadě a po 4 měsících, v březnu 2015 byla ukončena. |
| Smash Land                                       | 2015                        | Tato hra byla původně spuštěna jen v omezeném režimu v Kanadě a Austrálii 1. dubna 2015, ale 1. července 2015 už Supercell ohlásil, že nebude ve vývoji pokračovat. K trvalému odebrání z obchodů s hrami došlo 1. září téhož roku. |
| Clash Royale                                     | 2016                        | Hru navazující postavami na úspěšné Clash of Clans Supercell v omezeném režimu zveřejnil na iOS 4. ledna 2016. 16. února pak byla dostupnost rozšířena do Kanady, Hongkongu, Austrálie, Švédska, Norska, Dánska, Finska a na Nový Zéland a Island. 2. března 2016 pak byla hra spuštěna celosvětově na iOS a Android. |
| Brawl Stars                                      | 2018                        | 14. června 2017 Supercell ohlásil svou novou hru na svém YouTube kanálu. Omezené spuštění bylo v kanadském App Store hned následující den a 19. ledna 2018 následovalo rozšíření ve Finsku, Švédku a Norsku. Verze pro Android byla zveřejněna 26. června 2018 v Kanadě, Finsku, Švédsku, Norsku, Dánsku, Singapuru, Malajsii a na Islandu. Celosvětového publikování se hra dočkala 12. prosince 2018, rok a půl po prvním vydání. |
| Rush Wars                                        | 2019                        | 26. srpna 2019 byla spuštěna beta verze v Kanadě, Austrálii a na Novém Zélandu. 5. listopadu 2019 studio oznámilo, že ve vývoji nebude pokračovat a hra byla stažena z obchodů s aplikacemi. |
| Hay Day Pop                                      | 2020                        | 16. března byla spuštěna beta verze hry ve Finsku, Norsku, Kanadě a dalších státech. 30. listopadu 2020 pak bylo oznámeno, že ve vývoji studio pokračovat nebude a 1. února 2021 byly vypnuty servery hry. |
| Clash Quest                                      | 2021                        | 2. dubna 2021 ohlásil Supercell vývoj 3 nových her včetně Clash Quest. 6. dubna 2021 byla hra zpřístupněna na iOS a Android ve Finsku, Švédku, Norsku, Dánsku a na Islandu. 6. května 2021 se mezi dostupné země přidaly i Filipíny. V srpnu 2022 byla hra stažena z Google Play i App Storu. |
| Clash Mini                                       | 2021                        | 2. dubna 2021 ohlásil Supercell vývoj 3 nových her včetně Clash Mini. 8. listopadu byla hra zveřejněna na App Store a Google Play ve Finsku, Švédsku, Norsku, Dánsku, Kanadě a na Islandu. 14. března 2024 na YouTube kanálu Clash Mini a dalších sociálních sítích vývojáři ohlásili konec vývoje. Hra tedy nikdy nevyšla globálně.                                                                                                |
| Clash Heroes                                     | 2021                        | 2. dubna 2021 ohlásil Supercell vývoj 3 nových her včetně Clash Heroes. |
| Everdale                                         | 2021                        | 23. srpna 2021 byla spuštěna beta verze nové hry v Kanadě, Švýcarsku, Spojeném království, severských státech, Austrálii, Singapuru, Hongkongu, Filipínách, Malajsii a na Novém Zélandu. 31. října byl vývoj hry ukončen. |